# عزلة الاهمول (إب)

تعديل مصدري - تعديل

عزلة الاهمول هي إحدى عزل مديرية فرع العدين في محافظة إب اليمنية ويبلغ تعداد سكانها 8928 نسمة حسب التعداد السكاني في اليمن لعام 2004.